# Deggingen

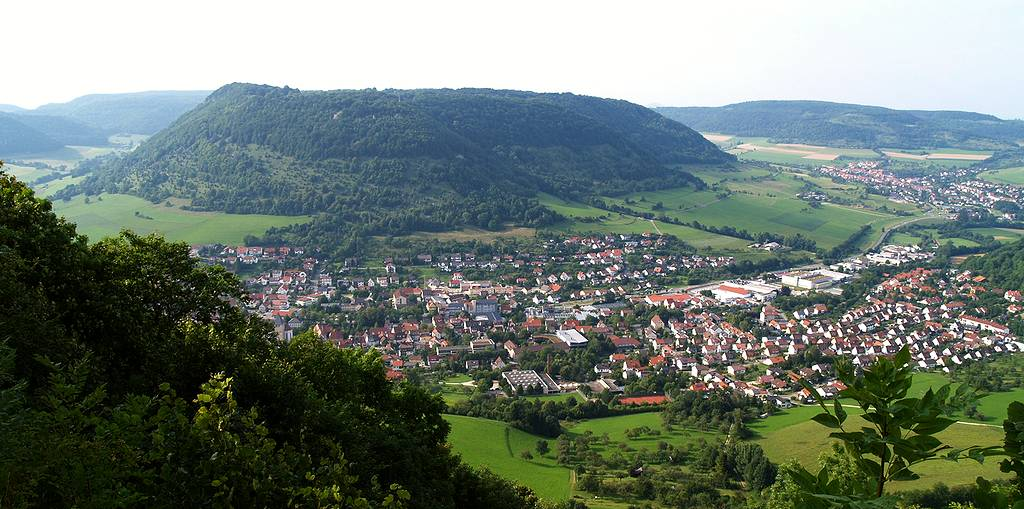
Blick vom Aussichtspunkt bei Berneck (754 m) auf Deggingen, dahinter die Nordalb

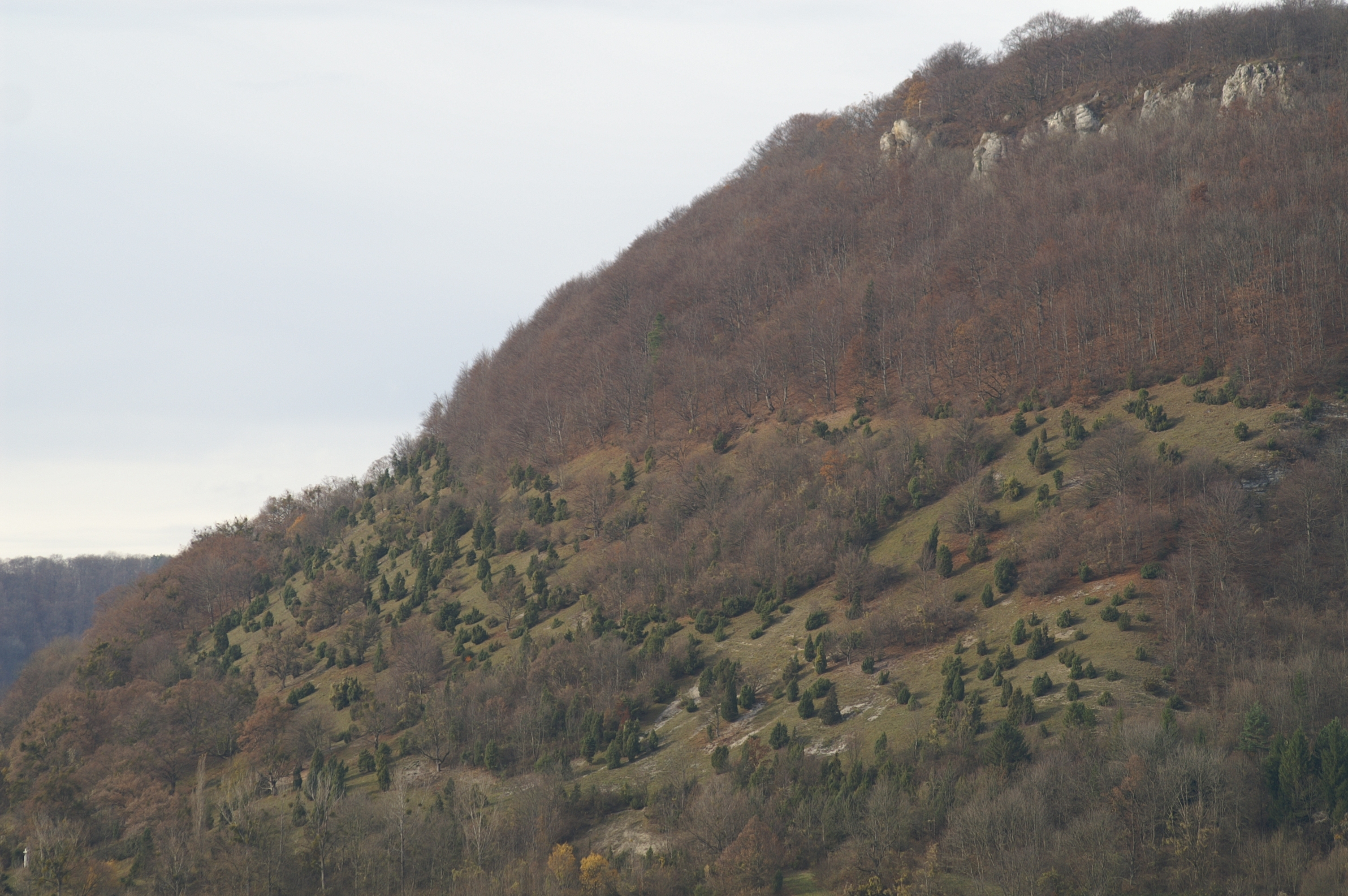
Ökologisch wertvolle Wacholderheide auf der Nordalb bei Deggingen

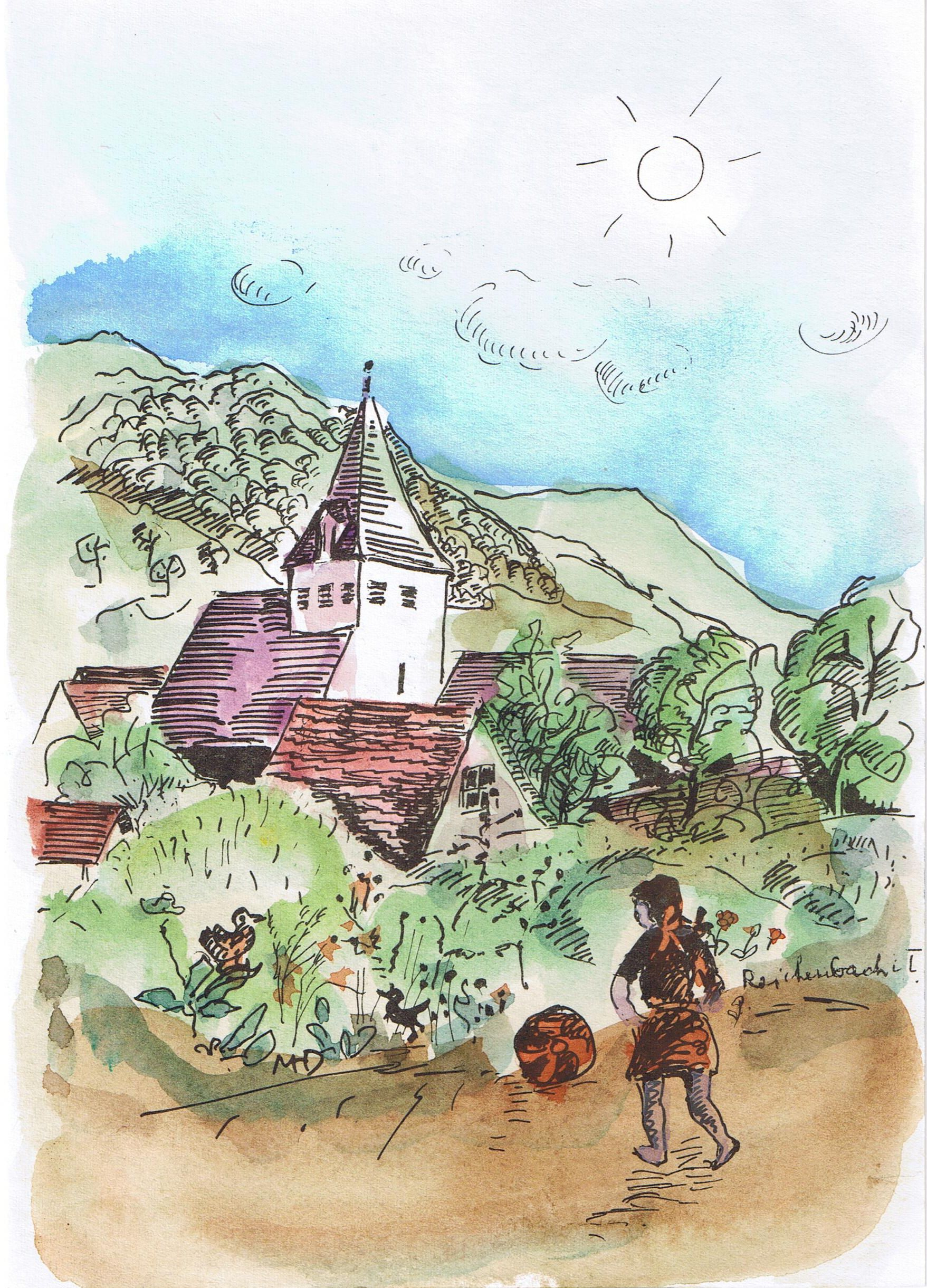
Reichenbach im Täle, Zeichnung von Margret Hofheinz-Döring, 1979

Deggingen ist eine Gemeinde in Baden-Württemberg, die zum Landkreis Göppingen gehört.

## Geographie

### Geographische Lage
Deggingen liegt etwa in der Mitte des Oberen Filstals zwischen Bad Ditzenbach (westlich) und Bad Überkingen (östlich) in 465 bis 777 Meter Höhe.

### Gemeindegliederung
Zur Gemeinde Deggingen gehört die ehemals selbstständige Gemeinde Reichenbach im Täle. Zur Gemeinde Deggingen in den Grenzen vom 31. Dezember 1974 gehören das Dorf Deggingen, der Weiler Berneck, Kirche und Kloster Ave Maria (Tugstein) und die Häuser Bierkeller und Nordalb sowie die abgegangene Ortschaft Bogenweiler. Zur ehemaligen Gemeinde Reichenbach im Täle gehören das Dorf Reichenbach im Täle und das Gehöft Gairen sowie die abgegangene Burg Gerenberg.

### Flächenaufteilung
Nach Daten des Statistischen Landesamtes, Stand 2014.

## Geschichte

### Überblick
Deggingen war schon im frühen Mittelalter besiedelt, wie es anhand von Reihengräbern aus der Zeit der Merowinger aus dem 5. bis 7. Jahrhundert am Ortsrand erwiesen ist.
Während der Zeit des Herzogtums Schwaben gehörte Deggingen zum Hausbesitz der Staufer und ging nach deren Niedergang in den Besitz der Grafen von Helfenstein über. Diese verpfändeten Deggingen von 1382 bis 1396 an die Reichsstadt Ulm. Deggingen und Reichenbach im Täle gehörten bis 1806 zur Herrschaft Wiesensteig, die im 17. Jahrhundert durch Vererbung und Verkäufe zu zwei Dritteln an das Kurfürstentum Bayern und zu einem Drittel an das Haus Fürstenberg gegangen war. 1806 geriet die Herrschaft Wiesensteig im Zuge der Mediatisierung an das Königreich Württemberg. Von 1806 bis 1810 blieben Deggingen und Reichenbach dem nun württembergischen Oberamt Wiesensteig zugeordnet. Von 1810 bis 1938 waren die Gemeinden dem Oberamt Geislingen unterstellt.
Nach dem Ende der Monarchie gehörten die Dörfer zum Volksstaat Württemberg. Bei der Kreisreform während der NS-Zeit in Württemberg gelangten sie 1938 zum Landkreis Göppingen. 1945 bis 1952 befanden sich Deggingen und Reichenbach im Nachkriegsland Württemberg-Baden, das 1945 in der Amerikanischen Besatzungszone gegründet worden war. 1952 gelangten die Gemeinden zum jetzigen Bundesland Baden-Württemberg.

### Eingemeindungen
Am 1. Januar 1975 wurde Reichenbach im Täle nach Deggingen eingemeindet.

### Einwohnerentwicklung
Quelle: Statistisches Landesamt Baden-Württemberg für die Daten ab 1961
| Datum              | Einwohner |
| ------------------ | --------- |
| 1837               | 2419      |
| 1907               | 2331      |
| 17. Mai 1939       | 2584      |
| 13. September 1950 | 3820      |
| 06. Juni 1961      | 4737      |
| 27. Mai 1970       | 5415      |
| 31. Dezember 1983  | 5508      |
| 25. Mai 1987       | 5548      |
| 31. Dezember 1991  | 5814      |
| 31. Dezember 1995  | 5709      |
| 31. Dezember 2000  | 5668      |
| 31. Dezember 2005  | 5664      |
| 31. Dezember 2010  | 5456      |
| 31. Dezember 2015  | 5279      |
| 31. Dezember 2020  | 5304      |

## Politik

### Gemeinderat
In Deggingen wird der Gemeinderat nach dem Verfahren der unechten Teilortswahl gewählt. Dabei kann sich die Zahl der Gemeinderäte durch Überhangmandate verändern. Der Gemeinderat besteht nach der letzten Wahl aus den 18 (2019: 15) gewählten ehrenamtlichen Gemeinderäten und dem Bürgermeister als Vorsitzendem. Der Bürgermeister ist im Gemeinderat stimmberechtigt. Die Kommunalwahl am 9. Juni 2024 führte zu folgendem amtlichen Ergebnis.
| Parteien und Wählergemeinschaften | Parteien und Wählergemeinschaften                             | % 2024  | Sitze 2024 | % 2019  | Sitze 2019 | Kommunalwahl 2024 %50403020100 38,41 %45,39 %n. k. %16,20 % CDUFWSPDGrüne/SPDGewinne und Verlusteim Vergleich zu 2019 %p 18 16 14 12 10 8 6 4 2 0 −2 −4 −6 −8−10−12−14−13,10 %p+9,68 %p−12,78 %p+16,20 %pCDUFWSPDGrüne/SPD |
| CDU                               | Christlich Demokratische Union Deutschlands                   | 38,41   | 7          | 51,51   | 8          | Kommunalwahl 2024 %50403020100 38,41 %45,39 %n. k. %16,20 % CDUFWSPDGrüne/SPDGewinne und Verlusteim Vergleich zu 2019 %p 18 16 14 12 10 8 6 4 2 0 −2 −4 −6 −8−10−12−14−13,10 %p+9,68 %p−12,78 %p+16,20 %pCDUFWSPDGrüne/SPD |
| FW                                | Freie Wähler Deggingen                                        | 45,39   | 8          | 35,71   | 5          | Kommunalwahl 2024 %50403020100 38,41 %45,39 %n. k. %16,20 % CDUFWSPDGrüne/SPDGewinne und Verlusteim Vergleich zu 2019 %p 18 16 14 12 10 8 6 4 2 0 −2 −4 −6 −8−10−12−14−13,10 %p+9,68 %p−12,78 %p+16,20 %pCDUFWSPDGrüne/SPD |
| SPD                               | Sozialdemokratische Partei Deutschlands                       | –       | –          | 12,78   | 2          | Kommunalwahl 2024 %50403020100 38,41 %45,39 %n. k. %16,20 % CDUFWSPDGrüne/SPDGewinne und Verlusteim Vergleich zu 2019 %p 18 16 14 12 10 8 6 4 2 0 −2 −4 −6 −8−10−12−14−13,10 %p+9,68 %p−12,78 %p+16,20 %pCDUFWSPDGrüne/SPD |
| Grüne/SPD                         | Bündnis 90/Die Grünen/Sozialdemokratische Partei Deutschlands | 16,20   | 3          | –       | –          | Kommunalwahl 2024 %50403020100 38,41 %45,39 %n. k. %16,20 % CDUFWSPDGrüne/SPDGewinne und Verlusteim Vergleich zu 2019 %p 18 16 14 12 10 8 6 4 2 0 −2 −4 −6 −8−10−12−14−13,10 %p+9,68 %p−12,78 %p+16,20 %pCDUFWSPDGrüne/SPD |
| gesamt                            | gesamt                                                        | 100,0   | 18         | 100,0   | 15         | Kommunalwahl 2024 %50403020100 38,41 %45,39 %n. k. %16,20 % CDUFWSPDGrüne/SPDGewinne und Verlusteim Vergleich zu 2019 %p 18 16 14 12 10 8 6 4 2 0 −2 −4 −6 −8−10−12−14−13,10 %p+9,68 %p−12,78 %p+16,20 %pCDUFWSPDGrüne/SPD |
| Wahlbeteiligung                   | Wahlbeteiligung                                               | 66,93 % | 66,93 %    | 64,85 % | 64,85 %    | Kommunalwahl 2024 %50403020100 38,41 %45,39 %n. k. %16,20 % CDUFWSPDGrüne/SPDGewinne und Verlusteim Vergleich zu 2019 %p 18 16 14 12 10 8 6 4 2 0 −2 −4 −6 −8−10−12−14−13,10 %p+9,68 %p−12,78 %p+16,20 %pCDUFWSPDGrüne/SPD |

### Bürgermeister
Bürgermeister ist seit 2023 Markus Schweizer (CDU). Er wurde am 5. März 2023 mit 58 Prozent der Stimmen gewählt. Er folgte Karl Weber (CDU) nach, der von 2007 bis 2023 amtierte.

### Wappen
Im Wappen des Ortes ist ein weißer Elefantenkopf mit darunterliegendem gelben, sechszackigen Stern auf rotem Hintergrund zu sehen. Der Elefant war das Wappentier der Grafen von Helfenstein, die den Ort bis zu ihrem Aussterben im Jahre 1627 besessen haben. Der Stern ist wahrscheinlich nur ein unterscheidendes Beizeichen. Elefantenkopf und Stern sind erstmals 1551 als Gerichtssiegel des Markts Deggingen belegt. 1954 wurde am Rathaus ein anders aussehendes Stadtrelief angebracht, welches das Helfensteiner Wappen mit dem des Ortsadels verbindet. Auf Antrag der Gemeinde verlieh das Innenministerium am 30. Juni 1959 das ursprüngliche Wappen mit den Helfensteiner Farben Weiß und Rot.

### Partnerschaften
Partnergemeinde von Deggingen ist Kottmar in der Oberlausitz in Sachsen. Es waren noch weitere Partnerschaften angedacht, die aber niemals realisiert wurden.

## Wirtschaft und Infrastruktur

### Verkehr

#### Straße
Deggingen wird in seiner Nord-Süd-Achse durch die Bundesstraße 466 geteilt. Die Bundesstraße führt durch das komplette Obere Filstal und verbindet somit die Bundesautobahn 8 mit Geislingen. Täglich ist diese Straße durch Berufspendler und Güterverkehr stark frequentiert.

#### Öffentliche Verkehrsmittel
Deggingen war von 1903 bis 1983 durch die Nebenbahn Geislingen (Steige)–Wiesensteig („Tälesbahn“) an das Schienennetz angebunden. Die Königlich Württembergischen Staats-Eisenbahnen erbauten das Bahnhofsgebäude als Einheitsbahnhof vom Typ IIb. Heute verbinden Buslinien Deggingen u. a. mit den Städten Göppingen, Geislingen an der Steige und Wiesensteig.

#### Rad
Der Bereich des ehemaligen Bahndamms wurde in einen Fahrradweg umgebaut. Dadurch besitzt das Obere Filstal ein hervorragend ausgebautes Fahrradwegenetz und ist Bestandteil der „Filstalroute“. 
Der Albtäler-Radweg führt als Landes-Fernradweg durch Deggingen; es handelt sich um einen Rundkurs zwischen Römerstein und Sontheim an der Brenz.
Deggingen liegt am Alb-Crossing, einem Fernradweg geeignet für Mountainbiker oder Gravel-Biker, der in sechs Etappen von Aalen bis nach Tuttlingen führt.

#### Wandern
Entlang der nördlichen Gemarkungsgrenze von Deggingen verläuft der Albsteig (auch Schwäbische-Alb-Nordrand-Weg oder HW1), einer der beliebtesten Fernwanderwege Deutschlands, der entlang des Albtraufs von Donauwörth bis Tuttlingen verläuft.

#### Flugverkehr
Im Weiler Berneck befindet sich das Segelfluggelände Berneck.

## Kultur und Sehenswürdigkeiten

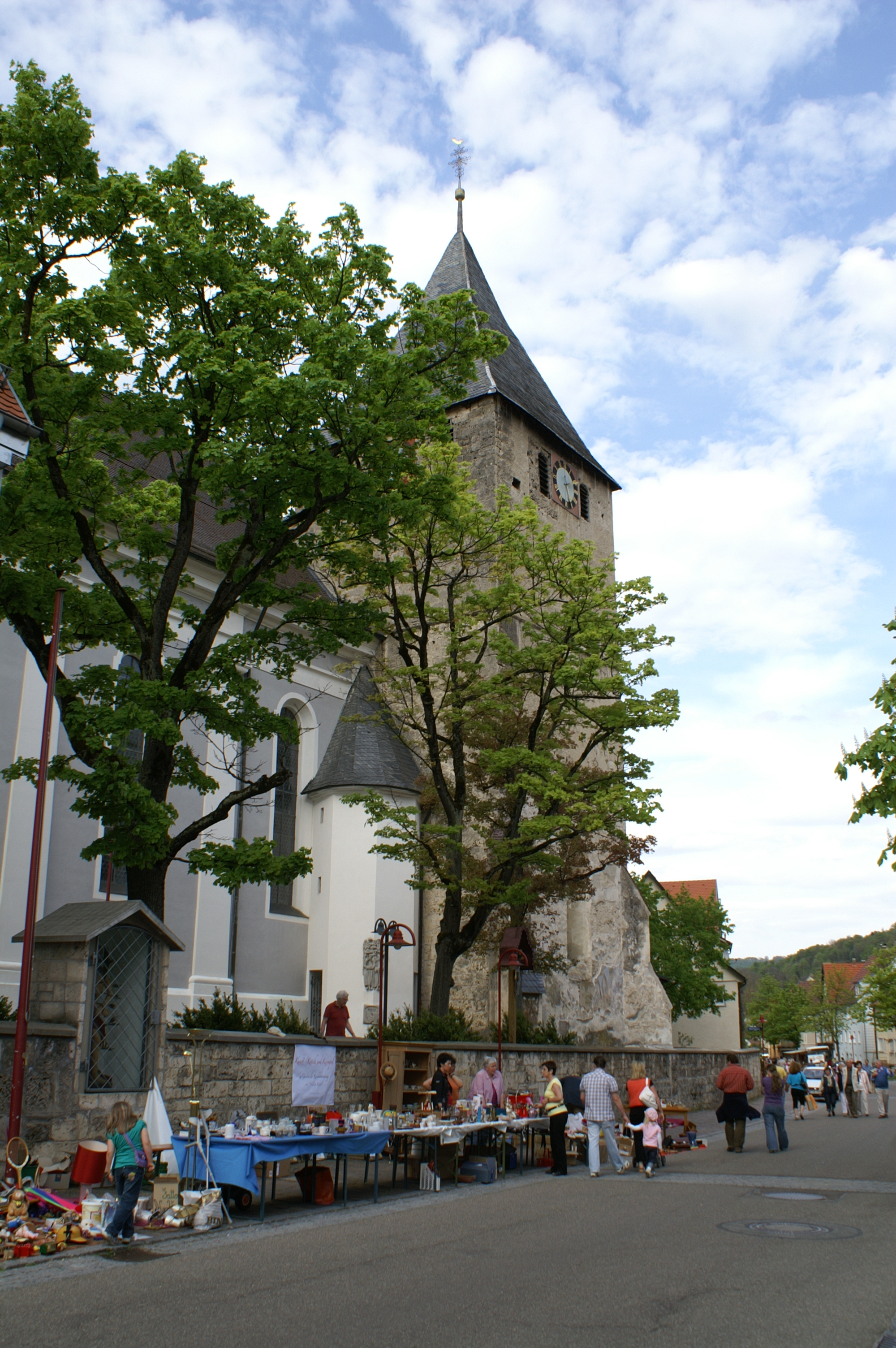
Heilig Kreuzkirche

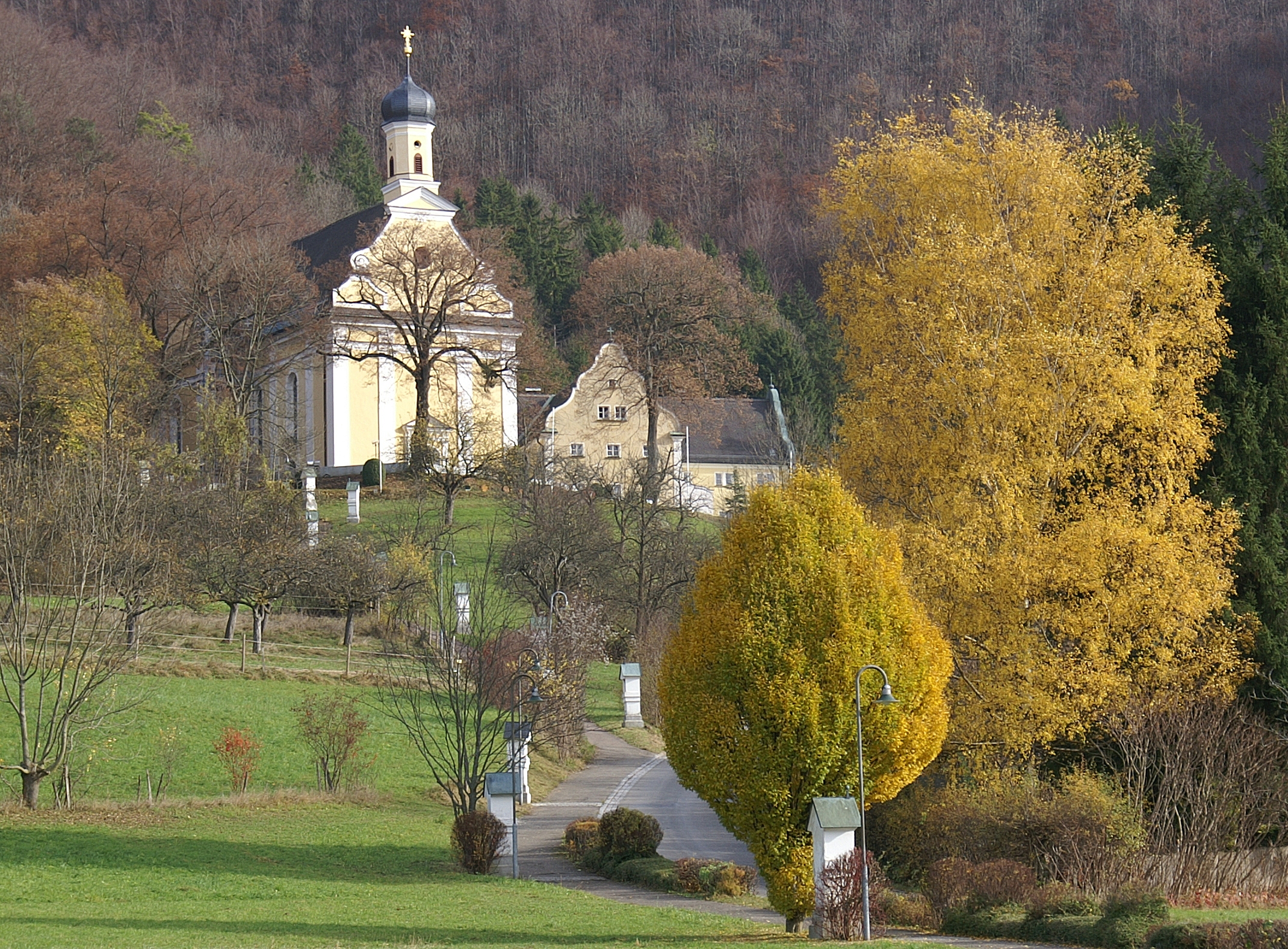
Ave Maria

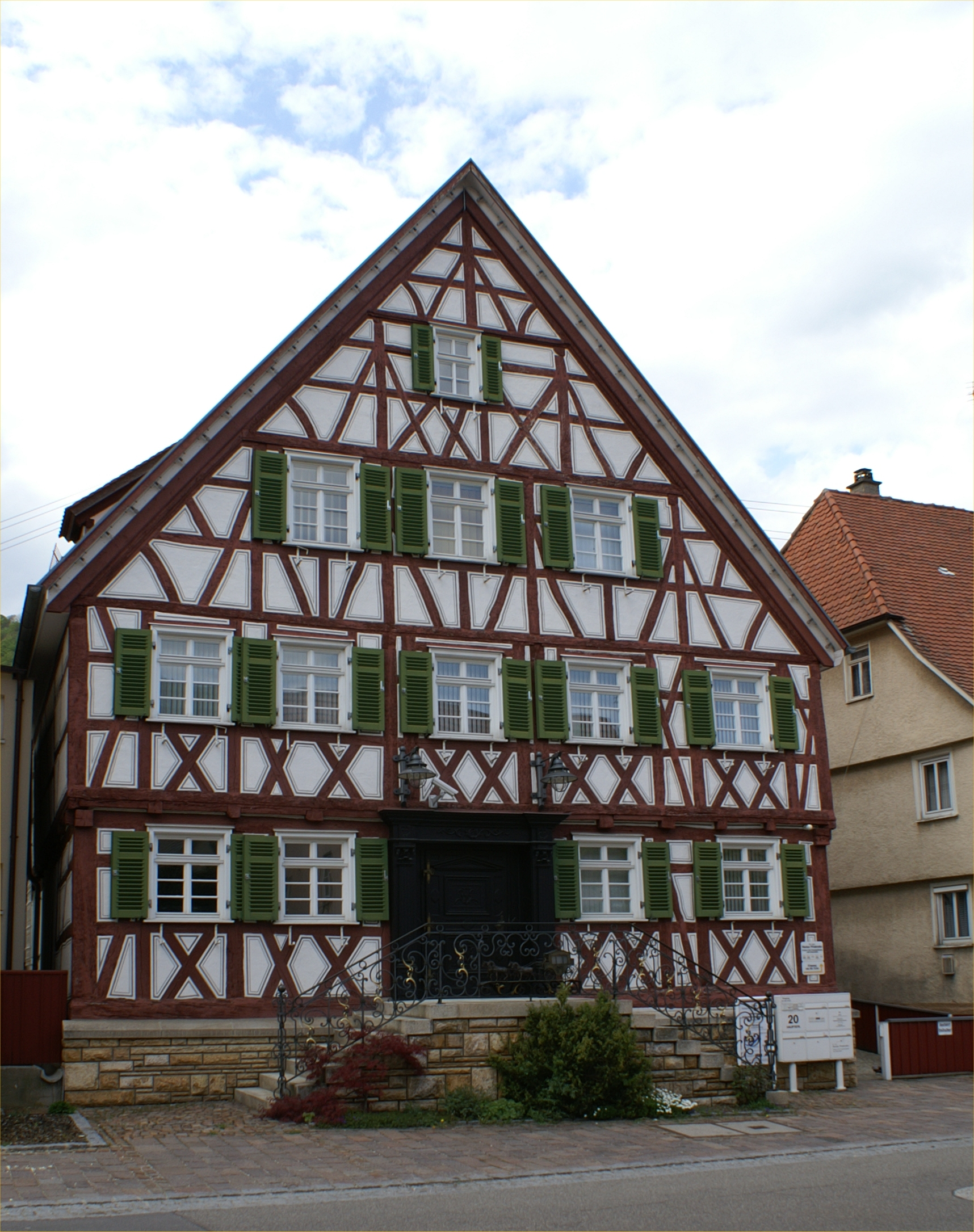
Ehemaliges Gasthaus Post

Deggingen liegt an der Schwäbischen Albstraße, die an vielen Sehenswürdigkeiten vorbeiführt. Im Norden von Deggingen liegt die „Nordalb“, die einen hervorragenden Ausblick in das Obere Filstal bietet.

### Vereine
- 1674 wurde die Schützengesellschaft Deggingen gegründet.
- 1867 wurde der Liederkranz Concordia Deggingen gegründet. Mit ihren acht Untergruppen (Gemischter Chor, Junger Chor, Jugendchor, Kinderchor, Notahopser, Mandolinen-, Theater- und Binokelgruppe) ist die Concordia einer der am stärksten strukturierten Vereine in Deggingen.
- 1958 wurde der Musikverein Deggingen gegründet. Die Blasmusik im Ort weist eine über 100-jährige Tradition auf.
- Pfadfinder Deggingen: 1962 wurde der DPSG-Stamm Deggingen gegründet.
- 1985 wurde der BSC Deggingen e. V. gegründet

### Gebäude
- Barocke Pfarrkirche
- Wallfahrtskirche Ave Maria
- In der Nähe von Deggingen wurde 1976 die Reste einer römischen Befestigungsanlage gefunden; siehe: Kastell Deggingen

### Söhne und Töchter der Gemeinde
- Johann Georg Martin Dursch (1800–1881), katholischer Professor der Ästhetik und Schriftsteller
- Benigna Schweizer (1896–1928), Missionsschwester und Märtyrin
- Ulrich von Kirchbach (* 1956), Jurist, seit 2002 Bürgermeister für Kultur, Jugend und Soziales und Integration der Stadt Freiburg im Breisgau
- Marcel Atze (* 1967), Germanist, Volkskundler und Bibliothekar in Wien
- Monika Müller (* 1971), mehrfache deutsche Meisterin im Synchronschwimmen